# Harlow Curtice
Harlow Herbert Curtice (15. srpna 1893 – 3. listopadu 1962) byl americký průmyslník, který byl v čele koncernu General Motors (GM) v letech 1953 až 1958. V té době byl časopisem Time magazine vybrán jako Muž roku 1955.
Curtice se narodil v Petrieville ve státě Michigan. Ve věku 20 let nastoupil do GM, kde se stal šéfem divize AC Spark Plug ve věku 36 let a dokázal svou divizi udržet v zisku i v době Velké hospodářské krize. Poté se stal šéfem divize Buick a ve 30. letech ji rozšířil a dostal do zisku.
Roku 1948 se Curtice stal viceprezidentem GM a když se předchozí generální ředitel Charles E. Wilson stal ministrem obrany, Curtice roku 1953 nastoupil na jeho místo. Pod jeho vedením se GM stala mimořádně ziskovým podnikem a byla první firmou vůbec, která dosáhla ročního zisku přes miliardu dolarů.
Na svou funkci Curtice rezignoval roku 1958, hned po svých 65. narozeninách. Následujícího roku nešťastnou náhodou zastřelil svého přítele při lovu na kachny. Zemřel roku 1962 ve věku 69 let.